# Soccerway
Soccerway é um website que fornece informações sobre futebol ao vivo, resultados, tabelas, estatísticas e notícias de todo o mundo.
Foi criado em 1994 e é parte do Perform Group, uma empresa que se destaca em dados e análises esportivas. Soccerway tem mais de um milhão de visitantes mensais e cobre mais de setecentas ligas e competições de futebol, incluindo os principais torneios internacionais e nacionais.[carece de fontes?] Encontra-se disponível em dezessete idiomas, atendendo a uma ampla audiência global de fãs e entusiastas do futebol.